# Arasilla
Arasilla (en aragonés Arasiella) es una localidad despoblada española perteneciente al municipio de Sabiñánigo, en la comarca del Alto Gállego, provincia de Huesca, Aragón.

## Geografía
Se sitúa entre el barranco de Arasilla, y el río Guarga, e históricamente pertenece a la zona conocida como la Guarguera, y el conjunto de Serrablo.

## Historia
Arasilla fue un poblado medieval posiblemente abandonado en los siglos XIV o XV, y posteriormente fue reconvertido en pardina y rehabitado, por lo que también se le conoce citada en fuentes, tanto bibliográficas como cartográficas, como Pardina de Arasilla.
Al menos durante mitad del siglo XIX, formaba ayuntamiento propio junto con Abenilla y Atós.

### Citas históricas
Una de las primeras citas es, según Ángel Canellas, hacia 1064, recogida en el Cartulario del Monasterio de San Andrés de Fanlo, en la cual se nombra el lugar en una compraventa de terrenos, en la que aparece un vecino llamado Lop Enneconnis de Arasiella o Lope Iñigones, de Arasilla:

"Comparavit de senior Garcia Lopez de Garassa et de suo nieto Galindo Sanguiz tota illa hereditate de sancti Martini cum suas casas de sancti Martini; et dedit precio illo abbate dompno Bantio ad Galindo Sanchiz xxv solidos; et est firme de salvetate senior Garsia Lupi de Garassa et senior Lop Enneconis et Lop Enneconis de Arasiella; et dedit precium ad senior Garcia Lope una mula; et est firme senior Lop Enneconis de Garassa et Galindo Sanguiz et Lop Enneconis de Arasiella."

Anónimo (Cartulario del Monasterio de San Andrés de Fanlo).

El mismo autor cita en su publicación Colección diplomática de San Andrés de Fanlo (958-1270) señala más evidencias de que Arasilla ya estaba poblado en el siglo XI:

Conocemos varios vecinos de Arasilla: Lope Iñigones (1035-70), Atón Vita (1086), Galindo Banzones y Orbiete Galindones (1086), Aviva, Aznar Jimenones, Sancho Apones y Sancho Garcianes (todos en 1086).

Ángel Canellas (1963).

## Demografía
Datos demográficos de la localidad de Arasilla desde 1900:
| --                    | -- | -- | 0 | -- | -- | -- | -- |
| (Fuente: IAEST e INE) |    |    |   |    |    |    |    |

- Únicamente figura en el Nomenclátor de 1930.
- Datos referidos a la población de derecho.

## Monumentos
Se conservan restos de la Iglesia de Santiago, de estilo románico del siglo XII, como el ábside, algunas hileras de sillares y su planta.